# Alle eendjes
Alle eendjes is het 132ste stripverhaal van De Kiekeboes. De reeks wordt getekend door striptekenaar Merho. Het album verscheen op 13 juni 2012.

## Verhaal
De Kiekeboes nemen vakantie en trekken naar De Haan aan de Vlaamse kust. Van een rustig weekendje komt er echter niets in huis, want Konstantinopel vindt een geel badeendje op het strand. Het blijkt deel uit te maken van serie van tienduizend andere badeendjes die uit een Chinese container zijn gevallen tijdens een storm. Binnen de kortste keren worden ze achtervolgd door Amerikaanse en Chinese criminelen. Reden is dat de badeendjes zijn gevuld met zuivere heroïne. Fanny en haar nieuwe liefde Jack, een undercoveragent die zich voordoet als redder aan het strand, vallen op ongelukkige wijze in handen van de Chinese crimineel Sho Ping Mal, die duidelijk sinistere plannen heeft als ze hem niet vertellen waar de eendjes zijn.

## Achtergronden bij het verhaal
- De titel verwijst naar het populaire kinderliedje Alle eendjes zwemmen in het water
- Namen waarin een woordspeling voorkomt zijn: Herr Asmüsch (Erasmus), Ti Spoon (teaspoon, het Engelse woord voor theelepel), Ernest Anyway (Ernest Hemingway), Buster Block (blockbuster), Sho Ping Mal (shopping mall, het Engelse woord voor winkelcentrum), hoofdinspecteur Lecoq (verwijst zowel naar het personage De Cock als naar de Franse naam van De Haan), Jack Jones (samenstelling van Jack Sparrow en Davy Jones) en Jacomo Belcanto (belcanto)
- Op bladzijden 13, 14, 15, 16, 23 is een man aan het klungelen met zijn strandstoel. Dit is een verwijzing naar komiek Jan Van Dyke die een slapstickact had rond een strandstoel.[1]